# 보스토크 대대
보스토크 대대(러시아어: Батальон Восток, 우크라이나어: Батальйон Схід, 직역하면 "동부 대대")는 2014년 5월 창설한 준군사조직이다. 이 대대는 우크라이나 보안청에서 탈주한 지휘관인 알렉산드르 호다콥스키가 지휘한다. 호다콥스키는 도네츠크 인민 공화국 보안청 국장이며, "돈바스 애국군" 저항 대대의 지휘관이기도 하다.
보스토크는 원래 제2차 체첸 전쟁과 2008년 남오세티야 전쟁에 참전했던 러시아 총정보국(GRU) 특수부대인 보스토크 자파드 특수 대대 출신이다. 원래 대대는 체첸 공화국에 본부를 두었던 러시아 국방부 소속 병력으로 2009년에 설립했다. 호다콥스키는 휘하에 약 1,000명 정도가 있고 러시아 보안부에서 경험이 많은 "자원대"가 대대에 합류하고 있는 것으로 생각된다. 자유유럽방송의 보고서에는 이 대대가 GRU가 직접 편성한 것이거나 GRU가 허가한 부대라는 의혹이 있다고 말했다. 이 대대에는 러시아인과 우크라이나인 모두가 있다. BBC 뉴스에서는 이 대대는 주로 일부 러시아인 자원군과 동우크라이나에서 교육받지 않은 지역 주민들로 구성되어 있다고 말했다. 보스토크 대대의 대다수는 1차 도네츠크 국제공항 전투에서 사망했다. 전투 후 약 30명이 러시아로 송환되었다. 병사 중 일부는 단지 자원해서 들어간 사람도 있지만, 대다수는 주당 100$의 봉급을 받고 있다고 말했다.